# Graveyard Shift (film)
Graveyard Shift este un film american de groază din 1990 regizat de Ralph S. Singleton. Rolurile principale au fost interpretate de actorii Stephen Macht, Kelly Wolf, David Andrews. Scenariul este bazat pe o povestire omonimă de Stephen King publicată inițial în numărul din octombrie 1970 al revistei Cavalier și adunată în colecția Night Shift din 1978.

## Prezentare
Când o moară textilă abandonată este redeschisă, mai mulți angajați au de a face cu decese misterioase. Singura legătură dintre crime este că toate au avut loc între orele 11:00 PM și 7 AM - schimbul de lucru al cimitirului. Moștenitorul sadic  al morii (Stephen Macht) l-a ales pe noul angajat John Hall (David Andrews) pentru a ajuta un grup să curețe subsolul infestat de șobolani. Lucrătorii găsesc un labirint subteran de tuneluri care duc la cimitir - și un liliac uriaș care vânează noaptea. În cele din urmă, Hall reușește să omoare liliacul gigant când acesta este prins în roțile morii și zdrobit până la moarte.

## Distribuție
- David Andrews - John Hall
- Kelly Wolf - Jane Wisconsky
- Stephen Macht - Warwick
- Andrew Divoff - Danson
- Vic Polizos - Brogan
- Brad Dourif - The Exterminator
- Robert Alan Beuth - Ippeston
- Ilona Margolis - Nordello
- Jimmy Woodard - Carmichael
- Jonathan Emerson - Jason Reed
- Minor Rootes - Stevenson
- Kelly L. Goodman - Warwick's Secretary
- Susan Lowden - Daisy May
- Joe Perham - Mill Inspector
- Dana Packard - Millworker

## Producție
Filmările au avut loc în  Harmony, Mainela Bartlettyarns Inc., cea mai veche moară de fire de lână din Statele Unite (est 1821). Cheltuielile de producție s-au ridicat la 10,5 milioane $.

## Primire
A avut încasări de 11,5 milioane $.